# Romi Aboulafia
Pour les articles homonymes, voir Aboulafia.
Romi Aboulafia (hébreu : רומי אבולעפיה) est une actrice et mannequin israélienne.

## Biographie
Née en janvier 1984, elle est issue d'une famille lié à l’industrie du cinéma, fille de l'actrice Rinat Abulafia, sœur de l'acteur Adam Abulafia, et nièce de Orly Adelson, qui dirige Dick Clark Productions, société spécialisée dans l'organisation de cérémonies de récompenses aux États-Unis, et commence très jeune une carrière de mannequin et d'actrice.

## Filmographie
- 1998 : Sodot Mishpacha
- 2001 : 1000 Caloriot
- 2004 : Shabatot VeHagim
- 2006 : Breaking and Entering
- 2010 : The Debt[3]
- 2011 : Joe + Belle
- 2012 : Not in Tel Aviv[4],[5],[6]
- 2014 : Anderswo
- 2014 : Zinuk BaAlia